# Vahhábizmus
A vahhábizmus az iszlám egyik irányzata. A vahhábita mozgalom az iszlám szigorú hanbalita jogi irányzatából (madzhab) nőtt ki a 18. században. Fő gondolata az iszlám eszméinek megtisztítása a vallásra rárakódott idegen elemektől, és ezzel a Korán eredeti tanainak feltétlen és következetes érvényesítése.
Maga a törekvés nem új, végigkísérte és kíséri az iszlám vallás történetét a kezdetektől napjainkig. Mozgalommá a 18. század közepén szélesedett, amikor legfőbb harcosa Mohamed ibn Abd al-Vahháb (1703–1792), küldetéstudattól vezérelve gyújtó hatású prédikációkat tartott a beduinok erkölcsi romlottsága, a szentek imádata és a szúfi újítások ellen. „Szent háborújához” jelentős számú hívőt nyert meg a nincstelen néptömegektől a gazdag uralkodócsaládokig. Követőinek 18. századi fanatikus, erőszaktól sem mentes fellépése és ideológiája napjainkig érezteti hatását az iszlám világban.

## Eredete és története

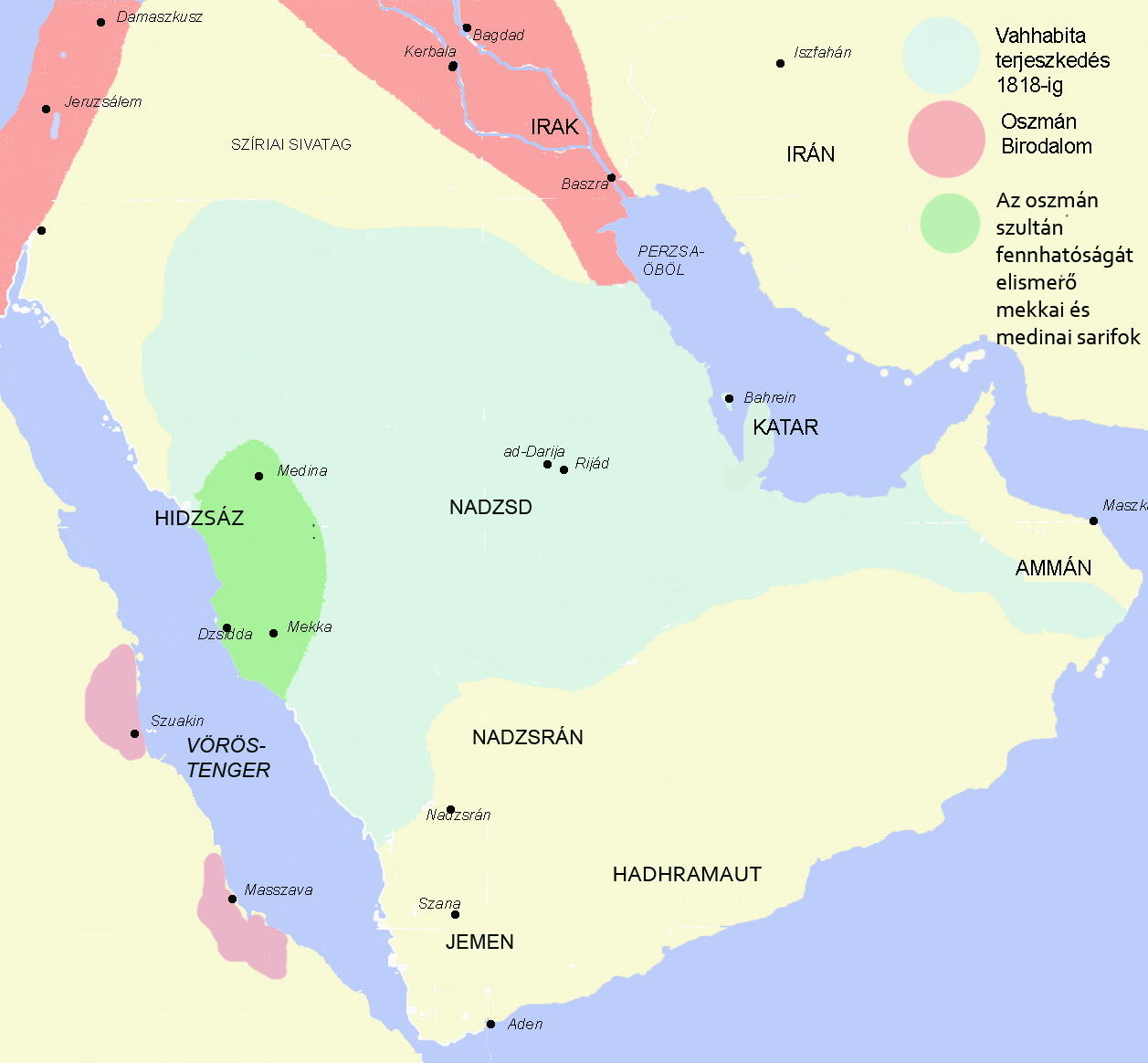
A vahhábita birodalom kiterjedése 1818-ban

A vahhábizmus valódi szellemi atyjaként Mohamed ibn Abd al-Vahháb, 18. századi hitszónokot tartják, aki az arábiai Nedzsd vidékéről származott. Mind édesapja, mind testvére elismert vallási vezető volt.
Tanulmányai alatt bejárta az iszlám világ híres iskoláit, elsősorban Iránban, Irakban és Hidzsázban, melynek során a 14. századi hanbalita jogtudós, Ibn Tajmijja eszméinek hatása alá került. Ibn Tajmijja a Próféta korának puritán erkölcsfelfogását hirdette és határozottan szembehelyezkedett a szúfik misztikus hitgyakorlatával, amelyek – véleménye szerint – az iszlám tisztaságát, erejét és jövőjét veszélyeztették. Úgy vélte, Tammijja tanai a 18. században még inkább aktuálisak, a kor kihívásaira csak az eredeti formájába visszaállított vallás képes válaszokat adni, hiszen a Próféta sikerei, erős hite mellett, korának szigorú erkölcsiségéből táplálkoztak.
Mint hitszónok, gyújtó hatású beszédeivel hatott a tömegekre, és határozottan követelte a szentek imádatának elítélését, az egyistenhit feltétlen betartását. A Próféta egyértelmű ebben a kérdésben: „A legfőbb Istenen kívül nincs más isten, és Mohamed az ő küldötte.” Az imádat és fohász tárgya egyedül Isten, így személyek, tárgyak, helyek kultikus tisztelete bűn és elítélendő cselekedet, amely büntetést von maga után.

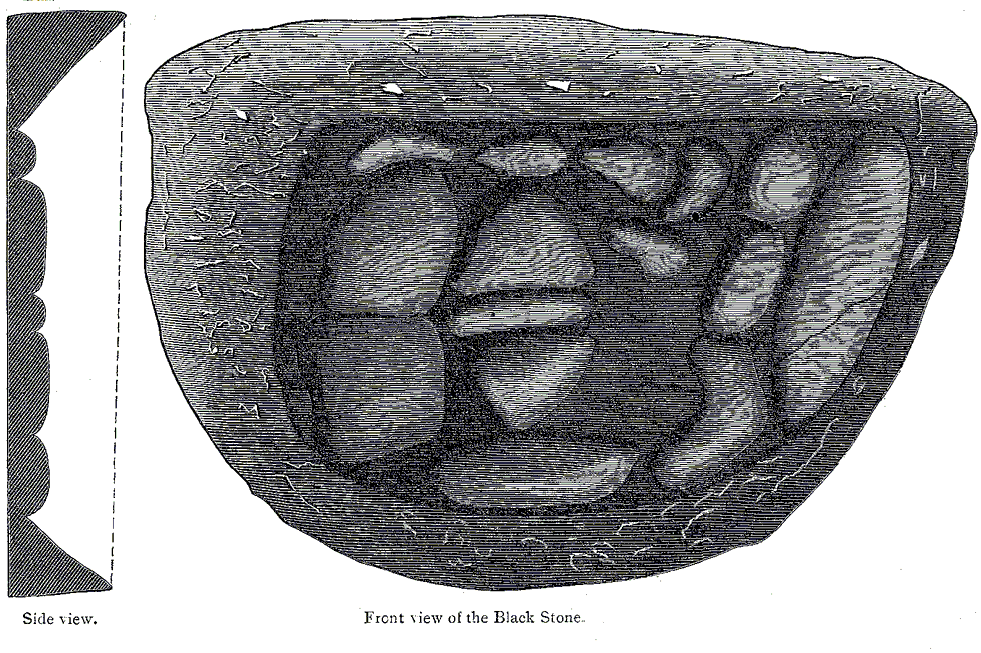
Ítéletnapkor a Kába kő emlékezni fog mindazokra, akik megérintették, és közbenjár értük

A mekkai Kába kő mellett – amely egy értelmezésben Isten lakhelye, és így imádata dicséretes –, Mohamed és rokonainak Medinában található sírhelye is kultikus hely. Azonban ez utóbbi tiszteletét Mohamed ibn Abd al-Vahháb bálványimádásnak minősítette és dzsihádot hirdetett a szokás eltörléséért. Szent háborúját a környező uralkodók még csírájában elfojthatták volna, ám házasság révén támogatásra lelt a nedzsdi törzsfő, Ibn Szaúd személyében, aki erejével és befolyásával mellé állt. Megpecsételt szövetségüket a térség településeinek erőszaktól sem mentes meghódítása követte.
Térítéseinek következtében a 18. század végére magukénak tudhatták Arábia középső és nyugati területeit. 1802-ben, már al-Vahháb halála után, benyomultak Szíriába és Irakba, ahol a síiták legfőbb szent helyeit pusztították el. Kerbalában feldúlták Husszein sírját. 1803-ban Mekkát, 1804-ben Medinát foglalták el, ahol az iszlám világ megdöbbenésére, a Próféta és hozzátartozói nyughelyeit feldúlták, a város lakosait kegyetlenül lemészárolták, a zarándokokat pedig tanaik elfogadására kényszerítették.
Természetesen, az akkor legnagyobb erejű, bár már problémákkal küszködő Oszmán Birodalom sem nézhette jó szemmel a fanatikusok tevékenységét az Iszlám szent helyeinek környékén. A folyamatos provokációknak engedve Mohamed Ali, Egyiptom alkirálya, jól felszerelt hadseregével 1818-ban felszámolta a vahhábita erőket, elfoglalta fővárosukat (ad-Daríja), és visszaállította az Oszmán Birodalom fennhatóságát.
A vahhábiták leverésével maga a mozgalom nem szűnt meg létezni. Az Arab-félsziget középső területein (Nedzsd) sikerült megőrizni identitásukat, és szigorú hitelveiket törzsszövetségek és gazdasági kapcsolatok kialakításával terjesztették. A 20. század elején befolyásuk egyre nőtt. A „Vahhábi szövetség” tagja, Abdul-Aziz Ibn Abdur-Rahman Ibn Muhammad al-Szaúd (1880-1953, röviden: Ibn-Szaúd) nedzsdi szultánná koronázta magát, majd Rijád elfoglalását (1902) követően, véres harcok árán terjesztette ki fennhatóságát a szent helynek számító Mekka és Medina körzetére. Egyúttal kinyilvánította, hogy ezentúl a szaúdi király lesz a szent helyek őrzője és a zarándokok védelmezője (1925/1926).
Az ország függetlenségéről szóló okiratot (Szaúd-Arábia Egyesült Királyság) 1927 májusában írták alá, de a tényleges államalakulat csak 1932-ben jött létre, nemzetközi elismerése mind a világi hatalmak, mind a muszlim közösség részéről, csak hosszú évek után történt meg. Az államfő ibn-Szaúd lett, aki állami rangra emelte a vahhábizmust, ezzel egyes térségbeli államok rosszallását váltva ki, míg mások szemében az iszlám reformmozgalmak jelképe lett a muszlim világban. Ibn-Szaúd a következő huszonöt évben folytatta az ország egységesítését, megnyerve magának és hitének az Arab-félsziget szétszórt emírségeit.
A gazdasági fejlődés, az európai kapcsolatok és nem utolsósorban az 1938-ban felfedezett gazdag olajlelőhelyek birtokában ibn-Szaúd és vahhábita szövetségesei már nem engedhették meg a vallási türelmetlenség és puritanizmus szélsőséges megnyilvánulásait, ezért a fiatal Szaúd-Arábia már a kezdeteknél engedményeket tett a vallásgyakorlás szabadabb formáit illetően. A Mekka és Medina feletti hatalom lehetővé tette az éves zarándoklatok ellenőrzését (haddzs), és lehetőséget biztosított arra, hogy vahhábita imám prédikáljon a hitelvekről a világ minden tájáról összegyűlt zarándokoknak.
Az ősi, Próféta által hirdetett törvények jelentős számú szimpatizánst vonzottak a hívők minden táborából, akik a zarándoklatról hazatérve terjesztették tovább a vahhábita tanításokat. A vahhábizmus mint államvallás kizárólagos az országban. Napjainkban sem engedélyezik egyéb vallások megjelenését, gyakorlását Szaúd-Arábia határain belül.

## Hitelveik és célkitűzéseik
A vahhábita hitelveket vallók szerint olyan, hogy „vahhábizmus” nem létezik. Saját felfogásuk szerint az Ahl Asszunához tartoznak és a Prófétát, illetve a helyes úton vezetett kalifák és a Próféta kortársait követik. Elvetik az iszlámba később, idegen hatás alatt keveredett újításokat. Az iszlámot arra a fokra akarják visszavezetni, melyet a Korán és az ősi tradíció (hadíth, szunna) képvisel. Lényeges jellemzője, hogy az iszlámon belül mint vallási áramlat, és nem mint szekta jelenik meg. Nem új tanokat és eszméket hirdet, hanem ellenkezőleg: azoktól akarja megtisztítani a vallást.
Al-Vahháb a „Kitab al-Tawhid” -ban, (az „Egyistenhit könyve”) fektette le tanításainak alapjait. Vezérelvei alapvetően Ibn Tajmijja tanításain alapulnak. A könyv egyértelművé teszi, hogy a vahhábi iszlám nem tartja magát »egy« vallási iskolának a sok közül, hanem ez az egyetlen igaz iszlám út – egy vahhábita számára más út nem is létezhet.
Könyvének központi gondolata a Dzsahilijja, amely eredetileg arra a barbarizmusra és tudatlanságra utal, ami az iszlám érkezése előtt volt a társadalmakban. Ezt a becsmérlő kifejezést terjeszti ki al-Vahháb korának államaira és közösségeire, függetlenül attól, hogy azok iszlám vallásúak-e vagy sem.
A vahhábi vallási vezetők még a Korán legkorábbi interpretációit is elutasítják. Szerintük a Korán mindenhol egyértelműen fogalmaz, így tanításait szó szerint kell érteni, és a való életbe átültetni. A vahhábiták tehát szemben állnak a 19. és a 20. századi reformer jogtudósokkal is, akik újraértelmezik az iszlám jogot (fikh) annak érdekében, hogy az közelebb kerüljön a nyugati normatívákhoz, különösen ami a családjog, a nemek közötti kapcsolat, a személyi szabadság, vagy a részvételi demokrácia kérdésköreit érinti.
- Elutasítják a hitelméleti (asari, máturidi) iskolákat és a Próféta eredeti hittanát alkalmazzák;
- Elutasítják az iszlám bizonyos emléknapjait, így Mohamed próféta születésnapjának, a beraatnak, a regaibnak és az „éjszakai utazásnak” a megünneplését;
- Elutasítják a közbenjárás tanát.[12] Tagadják a közvetítést Allah és a hívő között. A prófétákat csak mint Isten akaratának hirdetőit ismerik el, de nem engedik a hívő fölé emelni őket. Azt, hogy az ítélet napján a Próféta közbenjár a muszlimokért, ahogy a Korán egy szúrája[13] utal rá, elfogadják;
- Tiltják a síremlékek állítását és azok látogatását (ez annyiban enyhült a 20. században, hogy a Próféta kupolája alá a férfiakat beengedik, de a nőket már nem);
- A vahhábiták a szentek tiszteletét a legerélyesebben kárhoztatják, ezért szerintük a szent sírokat és ereklyéket el kell pusztítani, a hozzájuk fűzött kultuszt pedig bálványimádásnak tartják;
- Az Isten tisztelete annak ősi egyszerűségére vezetendő vissza, ezért a mecsetekből minden pompát és fényűzést el kell távolítani;
- A társadalmi és az állami életben az ősi, patriarchális formákat kell helyreállítani;
- Minden fényűzést kerülni kell. A bor, a szeszes italok, a dohány és általában a tudatmódosító szerek élvezete szigorú büntetés terhe mellett tilos, ugyanez vonatkozik a zene, tánc, játék és mulatság élvezetére is. Tiltott a szépítőszerek, ékszerek használata, a díszítések a ruházaton, de a finom selyemszövetek viselése is;
- Nagy hangsúlyt helyeznek a hitetlenek ellen folytatandó vallásháborúra.

A vahhábi doktrína ma is szilárdan gyökerezik a Szaúd-Arábiai Királyságban. A diákok az alapszintű oktatástól kezdve, kidolgozott tanterv alapján sajátítják el a felfogás alapjait, a könyvtárak kizárólag vahhábi szövegeket tartalmaznak. Az egyház szigorúan szabályozza a nemek közötti kapcsolatok kérdéseit, kitér például a nők temetkezéseken való részvételére, vagy fátyolviselésük szabályaira, de a kedvtelésből tartható kutyák eseteire is.

## A vahhábiták és a terrorizmus
Mohamed ibn Abd al-Vahháb 18. században indított és máig élő mozgalmát napjainkban sokan, különösen a 2001. szeptember 11-ei terrortámadás óta, az iszlám terrorizmus ideológiai alapjának tartják. A Szaúd-Arábiában állami rangra emelt vahhábita elveket annak szélsőséges megnyilvánulási formáival azonosítják, ahhoz hasonlóan, mintha a nacionalista szemléletet annak ultranacionalista, soviniszta, vagy szeparatista megnyilvánulásaival azonosítanák. Ennek veszélye abban rejlik, hogy a vahhábitákról szóló egyoldalú híradások miatt a közvélemény lassan az egész iszlám közösséget alapvetően fanatikus, terrorcselekményekre hajlamos, társadalmi változásra képtelen vallási formációnak bélyegzi meg. Sok nyugati elemző is úgy véli, hogy igazságtalan a terrorcselekményeket magához a valláshoz kötni, hiszen az IRA vagy az ETA atrocitásai kapcsán senki nem beszél keresztény terrorizmusról, amíg a média a szélsőséges és gyakran különböző indíttatású muszlim elkövetők merényletei kapcsán iszlám terrorizmustól visszhangzik. Néhányan figyelmeztetnek arra, hogy az alkalmazkodás egy ultra konzervatív, anti-pluralisztikus hithez, nem feltétlenül vezet erőszakhoz.
A kép az iszlámról, és ezen belül a vahhábitákról tehát lényegesen árnyaltabb. Figyelembe kell venni, hogy al-Vahháb a tanait elsősorban az iszlám keretei között kívánta kifejteni, azt megújítva, az ősök romlatlan hitével megerősíteni, hogy a vallás felvehesse a harcot korának kihívásaival. Maga a muszlim közösség a vahhábita mozgalom megjelenéséig eltelt ezer éve alatt, rendkívül sokszínű és változatos hitéletet alakított ki, amely a hívők nagy része szerint al-Vahháb fellépése nélkül is választ tudott volna adni a társadalmi változások kérdéseire. Így nem meglepő, hogy a legnagyobb ideológiai támadást al-Vahháb mozgalmára maga az iszlám közösség mérte, mivel veszélyeztetve érezte évezredes fejlődésének eredményeit, vallási felépítményét, geopolitikai helyzetét.
A szélsőséges megnyilvánulások, a túlbuzgóság és a vakhit ezt az áramlatot is, mint az más vallások reformátor törekvéseinél már számtalanszor előfordult, politikai játszmák eszközévé tették. A nyugati hatalmak az első világháború óta folyamatosan kihasználták a 20. század elején feléledő iszlám fundamentalista mozgalmakat, így a vahhábizmust is.
Bár a vahhábizmus összességében kisebbségi álláspont az iszlám világban, mégis nagy a befolyása a különböző radikális mozgalmakra az egész Közel-Keleten. Szélsőséges formái vagy a neo-vahhabizmus ma a fő forrása az iszlám szélsőséges erőszaknak a világon, egyben ultraradikális formájában markánsan képviseli az iszlámot.
Oszáma bin Láden szaúd-arábiai származású és fanatikus vahhábita volt. Őt elsősorban az egyiptomi Muszlim Testvériség fő ideológusa, Szajjid Kutb eszméi befolyásolták. Kutbista mintára szervezte meg hadseregét, az al-Káidát, ezzel a vahhábita tanokat szektásította új elemek beiktatásával. Kutb tanaival a vahhábita közösség sem értett egyet, hiszen a Próféta igéivel az öngyilkosság nem fér össze. Néhány vahhábita vezető azonban az al-Kaida törekvéseit támogatta. Az utóbbi időben több közel-keleti elemző figyelmeztet arra, hogy a vahhábizmus és a kutbizmus fogalmainak összemosása hibás helyzetértékeléshez vezethet.

## Vahhábizmus a világban
A vahhábizmus hivatalos vallás Szaúd-Arábiában. Oszáma bin Láden nyugati civilizáció elleni támadásai az egész világot megrázták. Akcióit csak erős pénzügyi háttérrel volt képes megvalósítani, ami a szaúdi olajdollárok támogatását sejttették. A képet azonban bonyolítja, hogy Szaúd-Arábia az Amerikai Egyesült Államok szövetségese, és összességében is a Nyugat támogatását élvezi. Az utóbbi időkben a Vahhábita szövetség és a Szaúd-dinasztia viszonya sem felhőtlen, amelyben az országban tapasztalható társadalmi feszültségek is szerepet játszottak
Geopolitikai helyzete miatt erős befolyása van Katarban, Kuvaitban és az Egyesült Arab Emírségekben is. Jelentős számú követői vannak Jemenben, ahol számos síita muzulmán él. Népszerűtlen Bahreinben és jelentéktelen Ománban.
Az Arab-félszigeten kívül a vahhábizmus általában népszerűtlen, de az iszlám válságövezetekben hatása mindig felerősödik. A Hamász Izraelben a tiszta vahhábizmust képviseli. A neo-vahhábizmus, vagy a vahhábizált ideológiák erősek Egyiptomban (Muszlim Testvériség) és Pakisztánban, ahol gyakoriak a támadások és merényletek a más vallásúak, külföldiek vagy akár saját muszlim lakosságuk ellen. Mindkét országban küzd ellenük az iszlám iskolák többsége. A vahhábi agresszió vereséget szenvedett Algériában és Tádzsikisztánban.
Megfigyelhető a vahhábita szélsőséges eszmék és a terrorizmus beáramlása Csecsenföldre, Üzbegisztánba, Nigériába, Indonéziába és a Fülöp-szigetekre is, bár valódi támogatottságuk ezekben az országokban csekély. A vahhábizmus mélységesen népszerűtlen Irakban. Kurdisztán főként az iszlám szúfizmus befolyása alatt van, eltekintve egy maroknyi zsoldos szélsőségestől, a kurdok pedig elutasítják. Szíria, bár radikális arab államnak tekinthető, pluralista és így nem támogatja. Jordániában az uralkodó iszlám áramlat a hasimita, amely hagyományosan ellensége a vahhábitáknak.
A török muszlimok gyűlölik őket, mivel az első világháborút követően nagy szerepet játszottak az Oszmán Birodalom bomlasztásában. Úgyszintén az iráni síiták is az 1802-es kerbelai incidens miatt, amikor a vahhábiták elpusztították szent helyeiket.
Jelen van a világ számos válságövezetében: hatása Szudánban összességében nem jelentős, bár a vahhábita befolyás érzékelhető a jelenlegi kartúmi rezsimben. Beáramlása súlyos probléma Kelet-Afrikában.
A nyugat-európai bevándorló muzulmán közösségekben is érzékelhető a jelenléte (például Franciaországban), de gyengültek az atrocitások a volt francia gyarmaton, Algériában. Nagy-Britanniában ma is jelen van egy hangos neo-vahhábita kisebbség, de kevés támogatást élvez a helyi muszlim közösségek részéről.
A vahhábizmus és az iszlám szélsőség szerepe nem számottevő Németországban, ahol a legtöbb muszlim török és kurd.

## Vahhábi elveket valló egyéb irányzatok
- Muszlim Testvériség (Egyiptom)
- Ahl-i hadith (India)
- Tabligh-i Jamaat (Pakisztán, India)

## Lásd még
- Rijád (történeti része)